# Yahoo! Query Language
Yahoo! Query Language (kurz YQL) ist eine SQL-ähnliche Abfragesprache, die von Yahoo als Teil dessen Entwicklernetzwerks erschaffen wurde. YQL ist darauf ausgerichtet, Daten von APIs über eine einfache Weboberfläche abzurufen und zu manipulieren, was Mashups ermöglicht, durch welche Entwickler ihre eigenen Anwendungen entwickeln können.
Das Programm wurde im Oktober 2008 mit Zugriff auf Yahoo APIs gestartet, im Februar 2009 wurden offene Datentabellen von Drittanbietern, wie beispielsweise dem Google Reader, dem Guardian, und den The New York Times hinzugefügt. Einige dieser APIs erfordern weiterhin einen API-Schlüssel für den Zugriff. Am 29. April 2009 stellte Yahoo die Möglichkeit vor, Datenabfragen durch YQL mit Hilfe von JavaScript kostenlos auf den Firmenservern auszuführen.